# Rhipidia multiguttata
Rhipidia multiguttata är en tvåvingeart som beskrevs av Alexander 1912. Rhipidia multiguttata ingår i släktet Rhipidia och familjen småharkrankar. Inga underarter finns listade i Catalogue of Life.